# Bataille de Bornhöved (1227)
Pour les articles homonymes, voir Bataille de Bornhöved.
La bataille de  Bornhöved   a lieu le 22 juillet 1227, près de Bornhöved au Holstein. Le comte Adolphe IV de Schaumbourg et Holstein à la tête d'une armée comprenant des troupes des princes saxons, dont le duc Albert Ier, l'archevêque Gérard II de Brême et le comte Henri de Schwerin, ainsi qu'un contingent de la cité de Lübeck et d'environ 1 000 paysans de la Dithmarse  qui se sont unis à eux inflige une lourde défaite au roi Valdemar II de Danemark et à son allié Othon Ier de Brunswick.
À 47 ans depuis la chute de Henri le Lion, duc de Saxe, la défaite de Valdemar II a mis fin à une série de conflits pour le contrôle du territoire du Holstein entre l'Elbe et l'Eider. Cette victoire n'était pas obtenue avec l'aide de l'autorité impériale, mais par le combat d'une coalition de nobles et de citoyens forte et unie. 

## Contexte
La chute du duc Henri le Lion en 1180 entraîne une vacance du pouvoir dans le duché de Saxe. Le roi Knut IV de Danemark a profité de cette situation et mena à bon terme des campagnes contre le duc Bogusław Ier de Poméranie et les princes Nicolas Ier et Henri Borwin Ier de Mecklembourg. Le comte Adolphe III de Holstein doit ensuite faire face à l'expansion des forces du royaume de Danemark, menées d'abord par le roi Knut VI puis par son frère Valdemar II. Adolphe III est battu et fait prisonnier en 1201 ; en captivité pour sa libération il doit renoncer en à l'ensemble de ses domaines au-delà de l'Elbe. Il se retire alors dans son comté de Schaumbourg sur la Weser. 
Othon IV, roi des Romains en conflit avec Philippe de Souabe, doit reconnaître les conquêtes danoises. Le roi Valdemar a nommé le comte ascanien Albert II de Weimar-Orlamünde pour diriger le Holstein.
Le tournant décisif ne remonte qu'en 1223, avec la capture de Valdemar II et de son fils Valdemar le Jeune par le comte Henri de Schwerin. Après la défaite et la capture en janvier 1225 du régent Albert II de Weimar-Orlamünde et de son cousin Othon de Brunswick lors de la bataille de Mölln contre les comtes Henri de Schwerin et Adolphe IV de Holstein, le royaume de Danemark avait accepté la restitution du Holstein à Adolphe IV et de payer pour libérer le roi Valdemar II captif depuis 1223 une énorme rançon de 45 000 marks d'argent, nécessaire à la délivrance du souverain et de son fils.
Libéré, le roi Valdemar II se fait délier par le pape Honorius III le 26 juin 1226 du serment, prêté sous la contrainte, par lequel il avait juré d'observer le traité conclu et il tente de prendre sa revanche et envahit le Holsteine et la Dithmarse. Le comte Adolphe IV et ses allié, à leur tour, ont réussi à gagner le soutien du duc ascanien Albert Ier de Saxe. Valdemar s'est retranché avec ses troupes à Bornhöved.

## Combat

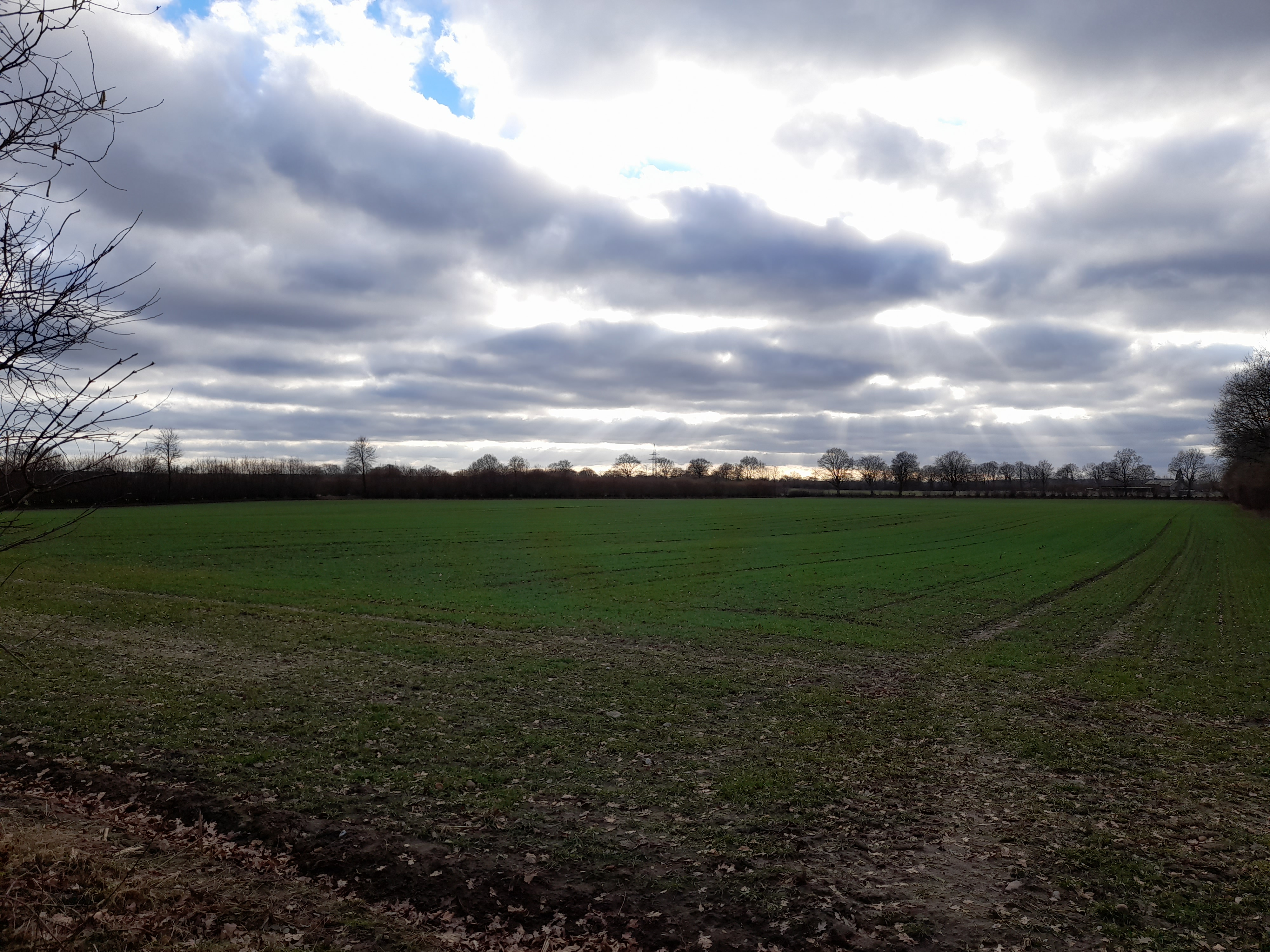
Champ de bataille.

Le 22 juillet 1227, Valdemar II et son allié Othon Ier de Brunswick rencontrent les forces coalisées des féodaux de la Saxe sous le commandement du comte Adolphe IV de Holstein. La bataille est conduite avec férocité des deux côtés et elle s'étend sur une durée inhabituelle pour l'époque. Selon la tradition, le carnage est tel que les chevaliers combattent « avec du sang jusqu'aux genoux ». 
Le roi de Danemark a plusieurs chevaux tués sous lui et perd un œil lors du combat, ses troupes et ses alliés combattent avec une telle bravoure que la victoire semble acquise lorsque le contingent de Dithmarse, un groupe de paysans d'origine saxonne, déserte son parti au moment le plus crucial de la bataille et passe à l'ennemi ce qui oblige les danois à s'enfuir. Dans la confusion qui suit, Othon Ier de Brunswick et l'évêque de Ribe sont faits prisonniers. 
Othon est conduit à Rostock, la capitale d'un des seigneurs du Mecklembourg, où il est enfermé dans la forteresse. Pendant ce temps, le roi de Danemark, qui a réussi à s'échapper, tente de réparer ce désastre en formant une nouvelle armée avec laquelle il tient ses ennemis en échec et protège son royaume de l'invasion.

## Conséquences
Le résultat de cette défaite est le relocation de la frontière danoise avec le Saint-Empire romain des rives de l'Elbe à celle de l'Eider au château de Rendsbourg, c'est-à-dire la limite méridionale du duché de Schleswig avec le Holstein depuis 811. Cette frontière reste la même jusqu'à la dissolution du Saint-Empire en 1806. Le roi Valdemar II amena la paix avec le duc Albert Ier de Saxe et l'archevêque Gérard II de Brême ; il a terminé sa politique de coercition pour se tourner vers la mise en place d'une administration efficace dans son royaume.
L'autorité impériale n'a absolument pas joué de rôle dans l'issue victorieuse, fait remarquable qui revêt une
importance particulière à cause de ses conséquences à long terme. Adolphe IV reprend définitivement le comté de Holstein et son allié le duc Albert Ier se proclame lui-même « seigneur lige » du comté de Schaumbourg et du comté de Holstein au détriment des prétentions de la maison de Brunswick. La ville de Lübeck a obtenu le statut d'immédiateté impériale des mains de l'empereur Frédéric II et fut l'une des cités les plus importantes de la Hanse.
Les Dithmarse s'affranchissent de la domination danoise retourne sous la faible autorité des princes-archevêques de Brême, constituant ainsi de facto une république paysanne autonome qui perdure jusqu'en 1559. La principauté de Rügen dont le prince Wislaw Ier est resté un loyal vassal du Danemark demeure la seule possession du Saint-Empire que conserve Valdemar II après la bataille.